# Paulo Jares
Paulo Jares, também conhecido apenas por Jares, foi um fotógrafo brasileiro, famoso por registrar como poucos os conflitos indígenas, as histórias da Amazônia e suas florestas.

## Biografia
Paulo Roberto Jares Martins nasceu em 4 de janeiro de 1968, Jares, como era conhecido, era filho do jornalista Roberto Jares Martins. Como fotógrafo, registrou personalidades do mundo artístico do Brasil, como Baden Powell, Tom Jobim, Zeca Pagodinho e Paulo Coelho, muito embora tenha se notabilizado por mostrar os dramas dos índios amazônicos, a violência dos crimes floretais e a ocupação desenfreada do norte do Brasil. Faleceu em 2019, aos 51 anos.